# When Worlds Collide
 When Worlds Collide és una pel·lícula estatunidenca dirigida per Rudolph Maté, estrenada el 1951.

## Argument
Segons els càlculs del professor Bronson de Ciutat del Cap, el planeta Bellus es dirigeix cap a la Terra. Alertat pel savi, el professor Hendron de l'observatori de Nova York confirma les seves previsions: queden menys de 8 mesos abans de la inevitable col·lisió amb Bellus, 12 vegades més gran que la Terra, i el final del món és propera. Tanmateix les Nacions Unides, incrèdules, es neguen a dirigir cap acció. Gràcies als capitals del banquer Sydney Stanton, un petit grup dirigit per Hendron decideix llavors construir una nau espacial per tal de colonitzar el satèl·lit de Bellus, Zyra, l'atmosfera del qual és similar a la de la Terra i que s'hauria d'escapar del xoc entre la Terra i Bellus. Si aquesta « Arca de Noè» interplanetària és acabada a temps, 40 homes i dones, triats a la sort entre perfils seleccionats (enginyers, tècnics, agricultors, etc.), podran escapar a la catàstrofe i perpetuar l'espècie a Zyra.

## Repartiment
- Richard Derr: David Randall
- Barbara Rush: Joyce Hendron
- Peter Hansen: Doctor Tony Drake
- John Hoyt: Sydney Stanton
- Larry Keating: Doctor Cole Hendron
- Rachel Ames: Julie Cummings
- Frank Cady: Harold Ferris
- Hayden Rorke: Doctor Emery Bronson
- Gertrude Astor: viatgera (no surt als crèdits)
- Stuart Whitman: Extra (no surt als crèdits)

## Al voltant de la pel·lícula
- Per a les seves novel·les, Philip Gordon Wylie i Edwin Balmer es van inspirar en els capítols bíblics de l'Apocalipsi i de l'Arca de Noè. De la mateixa manera, la pel·lícula s'obre amb un pla de la Bíblia.
- Tenint en compte l'èxit de la pel·lícula, George Pal va considerar un temps de rodar la continuació, After Worlds Collide, i va demanar a Paramount que n'adquirís els drets.
- En el pla final, la vista de Zyra és clarament una pintura. Va ser inicialment utilitzada per a la promoció de la pel·lícula, i el productor George Pal comptava llavors en utilitzar una maqueta per representar la superfície de Zyra però la Paramount va treure la pel·lícula abans que la maqueta no fos acabada.
- Steven Spielberg va anunciar que seria el productor executiu d'una nova versió que hauria d'arribar a les pantalles cap al 2008. La pel·lícula seria una coproducció de la Paramount Pictures i Dreamworks dirigida per Stephen Sommers.

## Premis i nominacions

### Premis
- 1951. Oscar als millors efectes visuals

### Nominacions
- 1951. Oscar a la millor fotografia